# 正晶限時批
《正晶限時批》是臺灣壹電視新聞台（簡稱「壹新聞」）的政論談話性節目，採錄影播出。現任主持人為彭文正、李晶玉搭檔。於2014年8月開播至2016年7月31日。2016年8月22日起，原主持人跳槽至民視，主持全新節目《政經看民視》。

## 播出時間

### 首播
| 頻道   | 所在地 | 播映日期                     | 播出時間                 |
| ------ | ------ | ---------------------------- | ------------------------ |
| 壹新聞 | 臺灣   | 2014年8月4日-2014年8月10日   | 每週一至週五 21:00-23:00 |
| 壹新聞 | 臺灣   | 2014年8月10日-2014年11月30日 | 每週一至週五 20:00-22:00 |
| 壹新聞 | 臺灣   | 2014年11月1日-2016年7月31日  | 每週一至週日 20:00-22:00 |

### 重播
| 頻道   | 所在地 | 播映日期                    | 播出時間                                                    |
| ------ | ------ | --------------------------- | ----------------------------------------------------------- |
| 壹新聞 | 臺灣   | 2014年8月4日-2014年11月1日  | 每週一至週六 00:00-02:00                                    |
| 壹新聞 | 臺灣   | 2014年11月1日-2016年7月31日 | 每週一至週日 01:00-03:00,週日 05:00-07:00，週一 04:00-06:00 |

## 主持人
| 主持人 | 搭檔主持人 | 主持時間                    | 備註 |
| ------ | ---------- | --------------------------- | ---- |
| 彭文正 | 李晶玉     | 2014年8月4日-2015年3月16日  |      |
| 彭文正 | 李晶玉     | 2015年4月6日至2016年7月31日 | 回鍋 |

## 代班主持人
| 代班主持人 | 搭檔主持人 | 主持時間                    | 備註                         |
| ---------- | ---------- | --------------------------- | ---------------------------- |
| 汪潔民     | 蔡沁瑜     | 2015年3月17日-2015年3月18日 | 因李晶玉、彭文正辭去主持工作 |
| 汪潔民     | 邱沁宜     | 2015年3月19日至2015年4月3日 | 因李晶玉、彭文正辭去主持工作 |

## 節目大事記
- 2014年8月4日，節目開播，並在高雄氣爆事故現場進行LIVE直播。
- 2014年8月11日，節目時段改為晚間八點至晚間十點。
- 2014年11月1日，節目增加周末時段。
- 2015年3月16日，彭文正、李晶玉辭去主持工作。[1]
- 2015年3月17日，汪潔民、蔡沁瑜、邱沁宜代班主持工作。
- 2015年4月5日，彭文正、李晶玉與壹電視董事長練台生面談後，確定回鍋，汪潔民、蔡沁瑜、邱沁宜代班主持工作結束。
- 2015年4月6日，彭文正、李晶玉回鍋，下午進棚錄影，節目名稱確定不變。
- 2015年4月6日，壹電視將去年8月4日開播前的宣傳廣告再度拿出來播映，且從下午3點16分起，滾動字幕循環滾動「壹電視新聞台四月六日晚間八點推出節目「正晶限時批」。
- 2015年4月17日，在節目進入廣告前，加入「下段預告」。
- 2015年9月8日，壹電視因系統設備故障，將《正晶限時批》延後一小時播出。原播出的晚間八點至九點時段改由蕭子新播出《整點新聞》。[2]
- 2016年7月31日，因彭文正、李晶玉於同年8月22日於民視以《政經看民視》名稱，接下原《頭家來開講》主持人謝志偉的政論節目；因此《正晶限時批》確定停播[3]，當日也為《正晶限時批》最後一集。

## 節目性質
- 節目主持人彭文正認為：「其他政論節目沒頭沒尾，討論事件不看前不看後，只做一半」，《正晶限時批》在兩小時節目內討論出結果，並在節目最後寫一篇「限時批」做總結[4]。
- 節目初期中的「政經不正經」單元，是以網路影片為主，以詼諧輕鬆的方式，來了解政治時事。

### 藏頭詩
- 2014年11月27日，《正晶限時批》片尾字卡被眼尖觀眾發現有嵌字文「國民黨完了，民進黨別笑」，引發網友熱議；彭文正說，字卡是他所寫，這也是他對2014年九合一選舉的看法，中國國民黨與民主進步黨都應該有所警惕[5]。

| “ | 國家大事選賢與能主權在民 民主價值首重法治毋需躁進 黨同伐異栽贓抹黑尚黑是黨 完人不在全是政客好壞難別 然於胸勝負恩怨皆付談笑 | ” |

爾後，幾乎每集的片尾字卡都有嵌字文。每集都引發了熱烈討論。

## 常見來賓
- 汪潔民：財經專家。曾為正晶限時批代班主持人。
- 周玉蔻：資深媒體人。現為Hit Fm聯播網《蔻蔻早餐》主持人，正晶也曾經上過該節目。
- 王時齊：資深媒體人。
- 鍾年晃：資深媒體人。
- 高嘉瑜：民進黨台北市議員。
- 王世堅：民進黨台北市議員。
- 徐佳青：前民進黨發言人。
- 紀國棟：前國民黨立法委員。
- 歐崇敬：中州科技大學副校長。
- 陳東豪：新新聞副社長。

## 收視率
- 彭文正曾在2015年3月20日的「蔻蔻早餐」專訪內提到[6]，節目開播之初的收視率，大約只有0.05上下，在低檔徘徊，他還開玩笑的說：「我很怕隔天早上起床看《正晶限時批》的收視率，都很怕看到0.00的數字，因為這樣我昨天就白做了」。
- 而在彭文正、李晶玉請辭前，該節目衝上了所有談話性節目的第一名（約在1.00左右），在凱擘的收視率報告中，甚至贏過了同時段的三立鄉土劇《世間情》。
- 有網友在PTT八卦版爆料，在兩位主持人請辭後，隔天收視率從0.80暴跌到0.50，甚至第二天更跌到0.3，期間最低點只有0.21。居所有談話性節目之末。
- 2015年10月2日，節目邀請吳宗憲與馮光遠針對雙方對於第50屆金鐘獎相關發言爭議進行辯論，收視率達到0.85，較平時收視率高出0.3，為本節目開播以來第二高的紀錄(最高為釋昭慧因為內湖保護區反慈濟開發事件參加節目時的收視率1)。[7][8]

## 封口事件
- 2015年3月15日晚間節目片尾的藏頭詩「黑手來了，不如歸去」透露出了辭職念頭。

| “ | 抹黑施壓告官不如自修止謗 不擇手段干預心如止水應對 否極泰來等待黎明歸真返璞 公義真理然於胸來去自如 | ” |

- 2015年3月16日，彭文正因內湖保護區反慈濟開發事件在臉書粉絲頁上發文：「慈濟封得了壹電視，封不了我的口，更封不了社會大眾的悠悠之口」、「你關得了正晶限時批，究竟還是會被全民限時批。」隨後蘋果日報報導，彭文正將辭去主持人職位，而其妻李晶玉也將跟進[9]。

- 此事一出，在八卦版引發了熱烈討論，有人將矛頭指向慈濟施壓，也有人將矛頭指向同是年代的壹電視老闆練台生。甚至有網友發起拒看正晶限時批、壹電視、年代，並揚言要包圍壹電視大樓。

- 彭文正在隔天凌晨再度發文向觀眾致謝，並表示：「我們相信，熄燈是別無選擇的最好抗議，希望它會點燃媒體老闆心中智慧的燈。」

## 爭議
- 2014年12月2日九合一大選結束後[10]，壹電視政論節目《正晶限時批》日前大搞KUSO，製作「英金郝吳立」的圖來暗諷國民黨，卻被資深政治記者黃暐瀚在臉書痛批低俗，直言「不敢相信台灣媒體墮落到這種程度」。《正晶限時批》用總統馬英九、國安會祕書長金溥聰、台北市長郝龍斌、副總統吳敦義及新北市長朱立倫等5人大頭貼，KUSO做出有諧音梗的圖表，主持人彭文正還提醒：「這個不要唸，唸出來會被NCC約去喝咖啡。」對於壹電視的惡搞，黃暐瀚在臉書寫道，這樣低俗的「節目效果」，真的能幫忙多賺幾趴的收視率嗎？為了收視率，在大學研究所教給學生的種種，都能一秒變身？「低俗至此，無言以對。」不久後有網友找出資深政治記者黃暐瀚上《新聞挖挖哇》的片段，指出他也引用網友說法，把范可欽的名字念成「可欽范」（可侵犯），而黃暐瀚也在4日於臉書發表聲明，指出自己當時思慮不周，願意道歉。

## 註解
1. ↑  「慈濟封不了我口」 彭文正偕妻退出《正晶限時批》 （页面存档备份，存于） 2015年03月16日
2. ↑  千禧年雜誌突發中心. . 《千禧年雜誌》. 2015-09-08 （中文（臺灣））.
3. ↑  正晶拒向中國靠攏 確定跳槽民視再開講 （页面存档备份，存于），自由時報，2016年07月26日。
4. ↑  彭文正攜李晶玉對戰９點政論節目 （页面存档备份，存于），中時電子報，2014年08月04日
5. ↑  蘇聖怡. . 臺灣蘋果日報即時新聞. 2014-11-27  [2014-12-30]. （原始内容存档于2016-12-20） （中文（臺灣））.
6. ↑  (現場影片)蔻蔻早餐20150320蔻蔻's VIP-彭文正&李晶玉-評論慈濟遭封口 彭文正還原真相 （页面存档备份，存于） 2015年03月20日
7. ↑  吳宗憲神嗆馮光遠收視率衝史上第二高　僅次釋昭慧 （页面存档备份，存于），ETtoday新聞雲，2015-10-03
8. ↑  自由娛樂. . ent.ltn.com.tw.   [2016-02-12]. （原始内容存档于2018-12-02）.
9. ↑  劉力仁. . 《自由時報》. 2015-03-16  [2015-03-16]. （原始内容存档于2021-09-26） （中文（臺灣））.
10. ↑  . ETtoday. 2014-12-03  [2016-01-03]. （原始内容存档于2019-06-13） （中文（臺灣））.

11.中央日報社評「難道台灣已變成了獵巫社會？」：「最近媒體名嘴幾乎都把焦點集中在慈濟上，一個曾經是台灣驕傲的慈濟，在名嘴的口水下，似乎成了惡魔。」「以這一次辭職的壹電視正晶限時批的主持人為例，他們在批慈濟時下了『台灣邪教橫行』這樣的標題。」「停掉這一個節目，並不會改變評論節目的生態。現在是慈濟遭殃，下一個被綁上祭台的不知道是誰？我們要問，難道這是我們要的社會嗎？這些手握言論舞台的媒體人，就可以自認為是正義的使者，如此任意地揮刀亂砍嗎？」
12.正晶限時批在停播後的臉書上，寫下了這麼一段話：「最後，謹向 七個月來節目中因為查証不足而傷害過的人，致上最深的歉意與敬意。因為你們無私的包容和良善，使社會有機會更透明、更進步。」查證，本來不就是新聞工作的天職與倫理嗎！主持人自己在台大教授新聞，然後在實際示範時，卻用如此雲淡風輕的方式來掩飾別人所受到的傷害。---中央日報社評

## 製作團隊
- 總編輯：余朝為
- 製作人：李晶玉
- 執行製作人：陳長宏
- 執行企劃：黃鈺筑、賴柏嘉
- 執行助理：施品瑜、張根耀、江沛容
- 技術指導：彭雲禎
- 視訊：陳海清
- 成音：謝寰昌、張金隆
- 燈光：黃俊傑
- 攝影：廖文獻、楊欽名、徐敬皓、楊逸華、宋雨青
- 助理導播：王毓甯、趙致中、林芯樂
- 導播：徐建中
- 製作、著作公司：壹電視新聞台

## 外部連結
- 正晶限時批-限時批政經的Facebook專頁（繁體中文）
- YouTube上的壹新聞《正晶限時批》播放列表（繁體中文）

## 節目的變遷
| 壹電視新聞台 星期一至星期五21:00-23:00                                                                                         | 壹電視新聞台 星期一至星期五21:00-23:00                                                                                    | 壹電視新聞台 星期一至星期五21:00-23:00 |
| --- | --- | --- |
| | 正晶限時批 （2014年8月4日－2014年8月10日）                                                                                | |
| 人民作主誰敢不服 （2014年3月19日－2014年8月1日）                                                                               | 正晶限時批 （21:00 - 22:00） （2014年8月4日 -2016年7月31日 ）壹夜新聞 （22:00 - 23:00） （2014年8月11日 - 2016年4月22日） | |
| 壹電視新聞台 星期一至星期日20:00-22:00                                                                                         | | |
| 壹電視記者會 （20:00 - 21:00） （2010年12月28日 -2014年8月11日 ）正晶限時批 （22:00 - 23:00） （2014年8月4日 - 2016年7月31日） | 正晶限時批 （2014年8月11日－2016年7月31日）                                                                               | 新聞八九點 欣新說新聞 （每周一到週五20:00 - 22:00） （2016年8月1日 - ） 壹電視整點新聞 （週六週日 20:00 - 21:00 21:00 - 22:00） （2016年8月6日 - ） |